# 陽イオン界面活性剤
陽イオン界面活性剤（ようイオンかいめんかっせいざい、Cationic surfactant）、あるいはカチオン界面活性剤は、陽イオン性の親水基を持つ界面活性剤。

## 構造
代表的なものとして、第4級アンモニウムが親水基の界面活性剤の化学構造を示す。 
 X-
- R, R', R'', R''': アルキル基などの炭化水素基。少なくとも1つは長鎖炭化水素基（ステアリル基・パルミチル基など）であるが、短鎖（メチル基・ベンジル基・ブチル基など）も含まれうる。
- X-: 何らかの陰イオン。ハロゲン化物イオン（特に塩化物イオンか臭化物イオン）が多く用いられる。

## 性質
主にアミン塩型と第4級アンモニウム塩型に大別される。
アミン塩は pH、金属イオン等の影響を受けやすいが、第4級アンモニウム塩は影響を受けにくい。水溶性はアミン塩より第4級アンモニウム塩の方が大きい。
吸着性、柔軟性、帯電防止性、殺菌性などの性質があるため、洗濯用の柔軟仕上げ剤や毛髪用のリンス、トリートメント、消毒剤などの用途がある。

## 主な陽イオン界面活性剤
界面活性剤の一覧も参照。
塩化ジステアリルジメチルアンモニウム (distearyl dimethyl ammonium chloride)
C18H37N+C18H37(CH3)2Cl
DSDMACは主に柔軟剤として使用されている。w:Dimethyldioctadecylammonium chloride

塩化ベンザルコニウム
低濃度の水溶液が「オスバン」、「ヂアミトール」等の商品名で逆性石鹸として使用されている。

## 殺菌効果

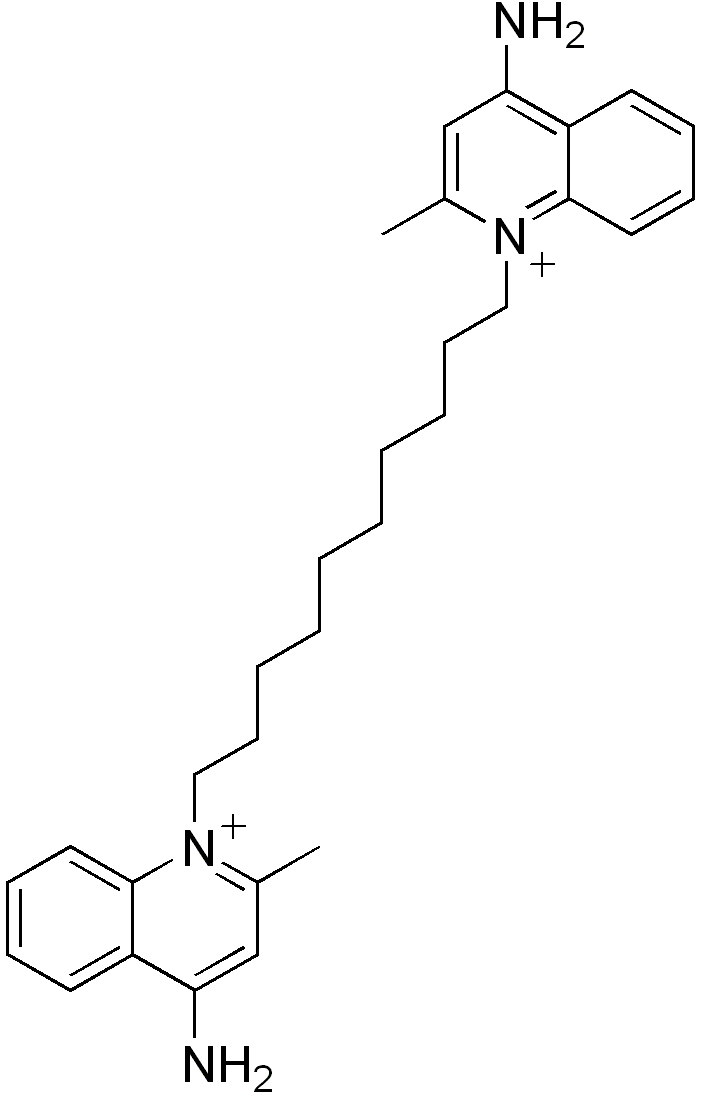
デカリニウムカチオン

消毒剤、殺菌剤としての効果を有する活性剤を以下に記す。
- 塩化ベンザルコニウム
- 塩化ベンゼトニウム
- 塩化セチルピリジニウム
- 臭化ヘキサデシルトリメチルアンモニウム
- 塩化デカリニウム